# Penedo (flygplats)
Penedo är en flygplats i Brasilien.   Den ligger i kommunen Penedo och delstaten Alagoas, i den östra delen av landet, 1 400 km nordost om huvudstaden Brasília. Penedo ligger 76 meter över havet.
Terrängen runt Penedo är platt. Närmaste större samhälle är Penedo, 3,5 km sydväst om Penedo.
Omgivningarna runt Penedo är en mosaik av jordbruksmark och naturlig växtlighet. Runt Penedo är det ganska tätbefolkat, med 83 invånare per kvadratkilometer.